# Bombay (New York)
Pour les articles homonymes, voir Bombay (homonymie).
Bombay est une ville du Comté de Franklin dans l'État de New York aux États-Unis, située près de la frontière canadienne.